# Ante Nardelli
Antun Nardelli lub Nardeli (ur. 15 kwietnia 1937 w Splicie, zm. 5 września 1995 w Zagrzebiu) – chorwacki piłkarz wodny. W barwach Jugosławii srebrny medalista olimpijski z Tokio.
Mierzący 181 cm wzrostu zawodnik w 1964 w Tokio wspólnie z kolegami zajął drugie miejsce. Były to jego drugie igrzyska – cztery lata wcześniej Jugosławia była czwarta. Był srebrnym medalistą mistrzostw Europy w 1962 i medalistą igrzysk śródziemnomorskich, także w konkurencjach pływackich.